# Olga D. González-Sanabria
Olga D. González-Sanabria es una científica e inventora puertorriqueña. Ella es la hispana de mayor rango en el Centro de Investigación Glenn de la NASA y miembro del Salón de la Fama de las Mujeres de Ohio. González-Sanabria, Directora de Ingeniería y Servicios Técnicos, es responsable de planificar y dirigir una gama completa de servicios integrados que incluyen ingeniería, fabricación, pruebas, gestión de instalaciones y servicios de aeronaves para el Centro de Investigación Glenn. Desempeñó un papel decisivo en el desarrollo de las "baterías de níquel-hidrógeno de ciclo de vida largo" que ayudan a hacer posible el sistema de energía de la Estación Espacial Internacional.

## Nacimiento y formación
González-Sanabria nació y creció en Patillas, Puerto Rico, donde recibió su educación primaria y secundaria. Ingresó a la Universidad de Puerto Rico en Mayagüez después de graduarse de la escuela superior y obtuvo su Bachillerato en Ciencias en Ingeniería Química. Continuó su formación académica en la Universidad de Toledo en Ohio, donde obtuvo su título de Maestría en Ciencias en la misma disciplina.

## Carrera en la NASA
En 1979, González-Sanabria comenzó su carrera en la NASA como jefa de la Oficina de Planes y Programas del Centro de Investigación Glenn y directora ejecutiva del Director del Centro. Durante su carrera, González-Sanabria también se desempeñó como Directora de la Oficina de Gestión de Sistemas, durante la cual supervisó la implementación del Sistema de Gestión Empresarial de Glenn (certificación ISO 9000). 
González-Sanabria jugó un papel instrumental en el área de sistemas de potencia con el desarrollo de las “Baterías de Níquel-Hidrógeno de Largo Ciclo de Vida”. Sus contribuciones técnicas ayudaron a hacer posible el sistema de energía de la Estación Espacial Internacional. En reconocimiento a este esfuerzo se le concedió el premio R&D 100.
El servicio gubernamental de González-Sanabria es de 30 años en la NASA, donde aún trabaja hoy.

## La hispana de mayor rango en el Glenn de la NASA
En 2002, González-Sanabria fue designada para el rango sénior y nombrada directora de la Oficina de Gestión de Sistemas en el Centro de Investigación Glenn de la NASA, convirtiéndose así en la persona hispana de mayor rango en el Glenn de la NASA. También fue nombrada miembro del Servicio Ejecutivo Superior del gobierno de Estados Unidos. El nombramiento fue anunciado por el director del Centro Glenn, Donald J. Campbell.
Sus responsabilidades incluyen el desarrollo de procesos estratégicos a nivel del Centro, la planificación de la implementación y las pautas de decisión para la dirección del programa y la asignación de recursos. También garantiza el desarrollo y la implementación de políticas, procesos y procedimientos del Centro que sean consistentes con los Procesos y Requisitos de Gestión de Programas y Proyectos de la NASA y supervisa la implementación del Sistema de Gestión Empresarial de Glenn. También es responsable de l la estación Plum Brook, una    estación de campo que alberga cuatro inde 6400 acres (26 km²) stalaciones de investigación de clase mundial. La Dirección es la más grande en Glenn, con una fuerza laboral de aproximadamente 650 ingenieros, técnicos, pilotos y personal de apoyo. 
González-Sanabria, quien apareció junto con su esposo, Rafael Sanabria, como "El dúo dinámico de Glenn de la NASA" en el artículo de portada de la revista Technical de HENAAC (edición de invierno de 2004), también posee una patente y ha sido autora o coautora de más de 30 informes técnicos y presentaciones para revistas y conferencias. Entre los informes técnicos de los que ha sido autora o coautora se encuentran:
- Efecto de los diseños avanzados de la NASA sobre el comportamiento térmico de las celdas de Ni-H2 (1987)
- Variaciones de componentes y sus efectos en el rendimiento de las celdas bipolares de níquel-hidrógeno (1987)
- Programa de sistemas de baterías para vuelos aeroespaciales de la NASA: problemas y acciones (1988)
- Efecto de los diseños avanzados de la NASA sobre el comportamiento térmico de las celdas Ni-H2 2 (1988)
- Consideraciones sobre el almacenamiento de energía para un muestreador robótico de la superficie de Marte (1989)[3]

## Premios y reconocimientos
El 7 de octubre de 2003, González-Sanabria fue incluida en el Salón de la Fama de las Mujeres de Ohio en la categoría de "científica, inventora y ejecutiva". Se unió a otras destacadas incluidas como Gloria Steinem, Maya Lin, Doris Day y Elizabeth Blackwell.
Entre los muchos premios que la NASA le ha otorgado se encuentran los siguientes: la Medalla de Liderazgo Sobresaliente de la NASA (2002) y la Medalla de Servicio Excepcional de la NASA (1993). También recibió el Premio a la trayectoria profesional de Mujeres de color en tecnología (2000) y un premio R&D 100 (1988).
En 2007, HENAAC (Conferencia Nacional de Premios al Logro de Ingenieros Hispanos) anunció a los ganadores del Premio HENAAC en Ingeniería y Ciencias. Según HENNAC, los ganadores de cada categoría representan a los mejores y más brillantes ingenieros y científicos del país. Fueron seleccionados por el Comité de Selección de HENAAC, un grupo independiente de representantes de la industria, el gobierno, el ejército y la academia. González-Sanabria fue reconocida en la categoría “Excelencia Ejecutiva”.

## Vida personal
González-Sanabria vive en Strongsville, Ohio, con su esposo, Rafael, y sus dos hijas. Durante su tiempo libre ha asesorado a numerosos estudiantes, con especial atención a los grupos subrepresentados, y les ha brindado oportunidades que les permiten adquirir experiencias significativas. También es una mentora activa de profesionales en niveles intermedios de carrera y apoya activamente su desarrollo y avance.